# Soukhoï Log
Soukhoï Log (en russe : Сухой Лог) est une ville de l'oblast de Sverdlovsk, en Russie, et le centre administratif du raïon de Soukhoï Log. Sa population s'élevait à 34 498 habitants en 2013.

## Géographie
Soukhoï Log est située sur le versant oriental de l'Oural. Elle est arrosée par la rivière Pychma, dans le bassin hydrographique de l'Ob. Soukhoï Log se trouve à 88 km — 111 km par la route — à l'est de Iekaterinbourg et à 1 505 km à l'est de Moscou.

## Histoire
La naissance de la sloboda Soukholojskaïa remonte à 1710. Le premier établissement industriel fut la papeterie de Soukholojia, fondée en 1879. Une cimenterie fut mise en service dans les années 1930. Soukhoï Log a le statut de ville depuis 1943.
A 15 km à l'est de Soukhoï Log se trouve la station thermale de Kouri, ouverte en 1870.

## Population
Recensements (*) ou estimations de la population
| 1939*  | 1959*  | 1970*  | 1979*  | 1989*  |
| ------ | ------ | ------ | ------ | ------ |
| 11 121 | 23 669 | 27 321 | 31 954 | 36 577 |

| 2002*  | 2006   | 2010*  | 2012   | 2013   |
| ------ | ------ | ------ | ------ | ------ |
| 36 407 | 35 430 | 34 554 | 34 484 | 34 498 |

## Économie
L'économie de Soukhoï Log repose sur la production de ciment, fibro-ciment et matériaux résistants au feu, métaux non ferreux et machines pour l'exploitation forestière. La ville possède une gare ferroviaire sur la ligne Alapaïevsk – Kamensk-Ouralski.